# 妮达·帕查娜维拉潘
妮达·帕查拉维拉潘（曾被誤譯為妮达·帕查娜维拉潘，羅馬化：Nida Patcharaveerapong，1984年9月13日—2022年2月24日），本名帕缇达·帕查拉维拉潘（羅馬化：Patthida Patcharaveerapong），昵称Tangmo、Melon，泰国著名女演员、模特、歌手兼赛车手，曾为泰国妙龄小姐。代表作有《黑色幽默》、《死神之泪》、《爱之丝虑》、《彩色砂》、《吹落的树叶》等。前泰国第7电视台旗下女艺人，后因其取消合同，而成为一名自由艺人。

## 早年生活
妮达1984年9月13日出生在普罗米特医院。有一个同父异母的哥哥。父亲是來自普吉的華裔（不是峇峇娘惹），母親是來自華富里的中部泰國人，父亲和母亲在她三岁时就已离婚，并由父亲抚养长大，父亲虽然再婚，但后来又分居。此外，她个人信仰基督新教。妮达初中就读于兰甘亨大学的示范学校，并在彭史密斯学校接受高中教育。后来，她护士助理的身份毕业，目前拥有社会领导、商业与政治专业学士学位，是兰实大学社会创新学院以3.35成绩平均积点高分毕业的校友。

## 职业生涯
妮达读高一时候就进入了娱乐圈。一天，当她正在百货公司购物，一名星探邀请她尝试，并给了递给她一张名片。1998年，她拍摄了生涯中的首个广告。2002年，她参加了泰国妙龄小姐比赛。之后，妮达看到泰国第7电视台的公告，努力工作，出演话剧。
2010年年中，妮达因总是对媒体表现出愤怒和攻击性被泰国媒体抵制 ，后来她通过视频向大众媒体道歉，事情才得以平息。
2014年，妮达在泰国第7电视台工作了11年后，要求取消合同，成为一名独立女演员。

## 逝世

### 失踪

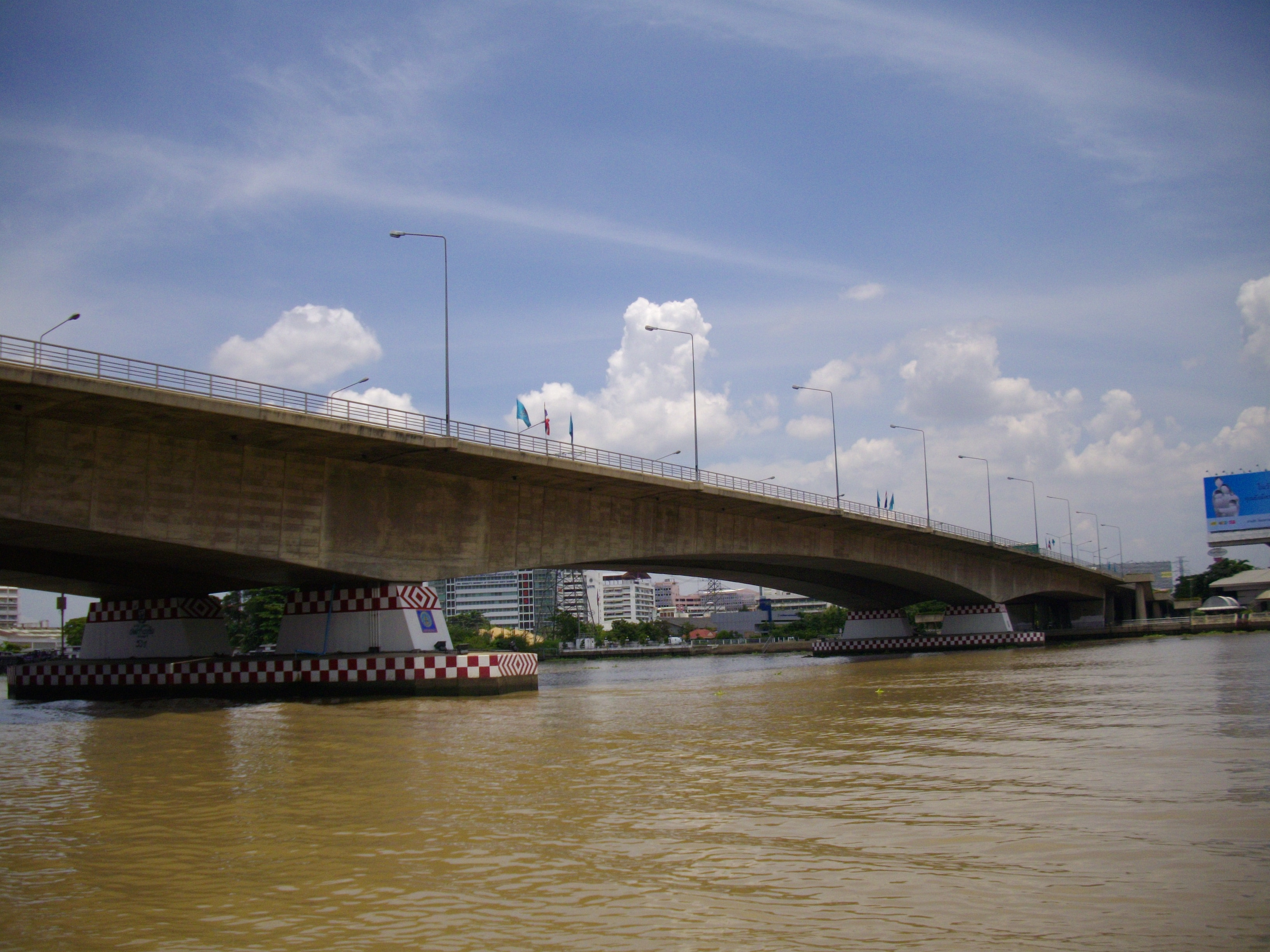
图为妮达落水区拉玛七桥。

2022年2月24日晚間，泰国义德善堂接获妮达同行友人通报在乘坐注册号为64664670032快艇时，妮達由於尿急而在船尾“解决”，過程中因试图扶住船舷，结果不甚失足墜落湄南河拉玛七桥区，下落不明，且妮达当时并无穿戴救生衣。消息传出立刻惊动泰国媒体，泰国警方、暹罗暖武里救援队、海军潜水服队和海军监视队等立刻投入搜救行动。连夜搜救至25日早上七時左右，直至河上的航运交通开启，搜救才被迫暂停，並於當日早上10点恢復水下搜救行动。2月26日，经过1天1夜的寻找后，终于找到她漂浮在河中央的遗体，目前全案仍在调查中。暖武里府法院也已发布命令，批准对可疑涉案人士及未持有合格船只驾照的司机发出拘捕令，同船的五人中有两人被指控违反使用未经授权的船只、偏离航道、鲁莽行事导致他人死亡。而同一時間，妮达的经纪人也突然失去联系。根据第一目击者的说法，妮达落入河里后不断的盘旋哭泣，大声求救。但因快艇马达在海浪盤旋的声音以及音乐音量過大的緣故，掩蓋了妮達的求救声。同行友人也指出虽然快艇上有提供救生衣，但他們卻無人使用，原因是快艇的速度不快。

### 尸检报告与证词
尸检报告显示妮达的左大腿内侧有大约1英尺长、疑似被刀片或快艇桨叶击中的伤口，深至见骨。根据警察医院法医研究所的医生初步断定，妮达之所以会窒息是因溺水所致。他们在肺部、气管和胃中发现了大量的沙子。妮达穿的裙子是紧身连衣裤款式，再加上她当时穿著高跟鞋，要在狭窄的船尾小便並不容易。因此警方对五位第一目击者（妮达朋友）提供的证词有所质疑。而妮达母亲也表示对证词有所怀疑，因为妮达是名游泳健將，倘若掉进河里理应不会溺毙。对于是否涉及酒精和毒品，还需进一步的检查才可以得知。此外，法医发现妮达的膀胱受损，括约肌是敞开的。因为尸体在水中很长时间并开始腐烂，所以膀胱里掺杂着非尿液液体，因此无法获取及检查尿液。
妮达律师通过脸书发文表示，以快艇的情况，有多少人会为了小便而丢了名人的形象？除了肚子痛得厉害，才会想办法及时赶到岸边处理，何必於船尾就地解决。此外，由於出游时妮达身著连衣裤款式的露背紧身衣，若要上厕所就得由上往下脱，这意味着妮达胸部以上等大面积的部位會露出，几近全裸。根据照片，妮达身上根本找無胸罩肩带的痕迹。所以有极大可能只佩带硅胶乳罩。律师进一步说道，很多人认为紧身连衣裤可以扣在胯部。但是妮达的这件衣服不確定能否脱掉，且不是每件紧身连衣裤構造都相同。若能脫，就更没必要在船尾如廁。
匿名Nong A的女性在接受某电视台采访时声称自己是妮达溺水那一刻时的目击证人。她进一步说道，下午5点左右，一名船夫来到码头上厕所。当时妮达仍在船上。然而，船夫知道没有厕所，回到船里绕了三圈，接着就看到妮达掉进河中央，哭着求救三声。但他还是把船开走。她还说男船夫是喝醉的状态下驾驶船只。

### 恐吓
妮达母亲指出，其住家门口遭人塞神秘光碟与纸条，其中，光碟有一首歌曲MV是关于可怕暴力溺水场景。她认为自己遭到恐吓，暗示她“闭嘴”。

## 影視作品

### 電影
| 年度   | 上映日期              | 片名                               | 角色         |
| 2005年 | 2005年9月15日（泰國） | 《鬼妻2》                          | 娜娜 （Nak） |
| 2010年 |                       | 《Prung Huajai Sai Knorr Rodthip》 | TIP          |
| 2016年 | 2016年10月5日（泰國） | 《888路公交車之穿越地獄》          |              |
| 2018年 | 2018年4月2日（泰國）  | 《愛的十三章》                     | Tang         |
| 2018年 | 2018年5月24日（泰國） | 《屁民報國》                       |              |
| 2021年 |                       | 《顽皮鬼8》                        | Tong A       |

### 電視劇
| 首播年份 | 戲名                                                        | 戲名   | 播放平台     | 角色                                | 備註                |
| 首播年份 | 譯名                                                        | 原文名 | 播放平台     | 角色                                | 備註                |
| 2003年   | 《愛的旋律》                                                |        | Ch7HD        | Fiat                                | 配角                |
| 2004年   | 《Oun Ai Ruk》                                              |        | Ch7HD        | Kantima （Kawao）                   | 主演                |
| 2005年   | 《Payak Rai Hua Jai Jiew》                                  |        | Ch7HD        | Saprang Fah                         | 主演                |
| 2005年   | 《Roong Keang Dao》                                         |        | Ch7HD        | Saengdao（Dao）/ Praoroong（Roong） | 主演                |
| 2006年   | 《心的守護》                                                |        | Ch7HD        | Sabai （Bai）                       | 主演                |
| 2006年   | 《我們不是因為愛》                                          |        | Ch7HD        | Piangor                             | 主演                |
| 2006年   | 《Plaew Fai Nai Fhun》                                      |        | Ch7HD        | Mali                                | 主演                |
| 2007年   | 《鷹與蛇》                                                  |        | Ch7HD        | Winnee                              | 主演                |
| 2007年   | 《只有天堂》                                                |        | Ch7HD        | Ploy                                | 主演                |
| 2008年   | 《Talard Nam Damnern Ruk 2》                                |        | Ch7HD        |                                     | 配角                |
| 2008年   | 《交換愛人》                                                |        | Ch7HD        | Pawika                              | 主演                |
| 2009年   | 《黑色幽默》                                                |        | Ch7HD        | Noodum （Dum）                      | 主演                |
| 2009年   | 《尋求真愛》                                                |        | Ch7HD        | Ok Choie                            | 主演                |
| 2011年   | 《殺手的法則》                                              |        | Ch7HD        | Soysiri                             | 主演                |
| 2011年   | 《迷失朝代的公主》                                          |        | Ch7HD        |                                     | 主演                |
| 2011年   | 《鄉村情歌》                                                |        | Ch7HD        | SeePlae                             | 配角                |
| 2012年   | 《百計女孩》                                                |        | Ch7HD        | Venus                               | 主演                |
| 2013年   | 《雲霓之望》                                                |        | Ch7HD        | Jao Mei Ing                         | 主演                |
| 2013年   | 《死神之淚》                                                |        | Ch7HD        | Natcha                              | 主演                |
| 2015年   | 《Ploeng Dao》                                              |        | PPTV HD      | Monthika Bunprasoet                 | 主演                |
| 2015年   | 《編外夫人》                                                |        | Channel 8    | Sajee                               | 主演                |
| 2016年   | 《愛與惡的陰謀》                                            |        | PPTV HD      | Pear                                | 主演                |
| 2016年   | 《Club Friday The Series 7 愛的緣由系列之7: 愛必須有選擇》  |        | GMM25        | Aem                                 | 主演                |
| 2016年   | 《盼盼行基之路》                                            |        | MCOT HD      | Pat                                 | 主演                |
| 2017年   | 《Under Her Nose》                                          |        | Workpoint TV | Cris                                | 特別出演            |
| 2017年   | 《彩色砂》                                                  |        | Channel 8    | Maneeyong Sangpaiboon / Yong        | 主演                |
| 2017年   | 《Ha Unlimited (Public)》                                   |        | One 31       |                                     | 特別出演 （第36集） |
| 2018年   | 《愛之絲慮》                                                |        | One 31       | Fongkae                             | 主演                |
| 2018年   | 《都市遊戲之瑪雅愛情》                                      |        | One 31       | Dao Dara                            | 主演                |
| 2018年   | 《因為愛情很複雜》                                          |        | LINE TV      | Chu                                 | 主演                |
| 2018年   | 《Club Friday The Series 10 不忠的愛系列之5: 不想選擇的愛》 |        | GMM25        | Tong                                | 主演                |
| 2018年   | 《曼谷爱情故事之情感事物》                                  |        | GMM25        | Claudia                             | 主演                |
| 2019年   | 《吹落的樹葉》                                              |        | One 31       | Rungrong （Rong）                   | 主演                |
| 2019年   | 《詭愛壞計》                                                |        | Channel 8    | Bulan                               | 主演                |
| 2020年   | 《口之法則》                                                |        | GMM25        | Kanya                               | 主演                |
| 不適用   | 《深宅紳士》                                                |        | One 31       | 不適用                              | 不適用              |